# Принц Бейра
 Принц Бейра (порт. Príncipe da Beira) — традиционный титул наследника либо предполагаемого наследника португальского королевского престола. Титул был создан в 1645 году королем Португалии Жуаном IV. Первоначально титул предназначался для старшей дочери правящего монарха Португалии. С титулом принца Бейра был связан титул герцога Барселуша, наследника герцога Браганса и принца Бразилии (позднее королевского принца Португалии). В настоящее время титул принца Бейра носит принц Афонсу (род. 1996), единственный сын Дуарте Пиу, герцога Браганса.
Название титула происходит от названия провинции Бейра в центральной Португалии.

## История
Титул принца Бейра был создан в 1645 году королем Португалии Жуаном IV (1640—1656), основателем династии Браганса, правившей в Португалии (1640—1853) и Бразилии (1822—1889). Первой носительницей титула стала инфанта Жуана (1635—1653), старшая дочь Жуана IV. Наследник португальского трона получал титулы герцога Браганса и принца Бразилии. В 1653 году после смерти Жуаны титул получила её младшая сестра, инфанта Екатерина (1638—1705). В 1662 году Екатерина вышла замуж за короля Англии Карла II Стюарта и стала королевой Англии, лишившись титула принцессы Бейра.
В 1662 году титул принцессы Бейры получили инфанта Изабелла Луиза (1669—1690), единственная дочь короля Португалии Педру II и его первой жены Марии-Франциски Савойской. С 1683 по 1689 годы она была официальной наследницей престола Португалии, до тех пор, пока на свет не появился её сводный брат Жуан. 21-я летняя Изабелла Луиза Португальская никогда не была замужем и скончалась от оспы.
В 1711 году титул принцессы Бейра был пожалован инфанте Марии Барбаре Португальской (1711—1758), старшей дочери короля Португалии Жуана V. В 1729 году она вышла замуж за инфанта Фердинанда Испанского, принца Астурийского, будущего короля Испании Фердинанда VI.
17 декабря 1734 года король Португалии Жуан V воссоздал титул принцессы Бейра для своей старшей внучки Марии Франсиски (1734—1816), старшей дочери принца Бразилии и герцога Браганса Жозе и Марианны Виктории Испанской.
У будущего короля Португалии Жозе (1750—1777), не имевшего сыновей, были четыре дочери. Старшая из них, Мария Франсиска, получила титул принцессы Бейра и позднее была объявлена наследницей престола. В 1750 году, когда Жозе I вступил на португальский престол, его старшая дочь Мария, принцесса Бейра, получили титулы принцессы Бразилии и герцогини Браганса. В 1760 году Мария была выдана замуж за своего дядю, инфанта Педру (1717—1786). В 1761 году их старший сын, инфант Жозе Франсиско (1761—1788), получил титулы принца Бейра (этот был первый мужской представитель династии Браганса, получивший этот титул).
Согласно первой традиции, следующей принцессой Бейра должна была стать инфанта Марианна Виктория Португальская (1768—1788), старшая дочь Марии I и Педро III. Она умерла через два месяца после смерти своего старшего брата Жозе Франсиско. В 1785 году Марпиана Виториа Португальская вышла замуж за инфанта Габриэля Испанского (1752—1788). Супруг скончался через две недели после смерти жены. Их старший сын, инфант Педро Карлос Испанский и Португальский (1786—1812), был женат с 1810 года на своей кузине, инфанте Марии Терезе Португальской (1792—1874), принцессе Бейра.
Королева Мария I в 1795 году пожаловала титул принца Бейра Франсиско Антониу (1795—1801), старшему сыну инфанта Жуана (1767—1826), принца Бразилии и герцога Браганса с 1788 года. В 1801 году после смерти Франсиско Антониу титул принца Бейра унаследовал его младший брат, инфант Педру (1795—1834), будущий император Бразилии (1822—1831) и король Португалии (1826—1828).
В 1819 году король Португалии Жуан VI пожаловал титул принцессы Бейра своей старшей дочери, инфанте Марии Терезе Португальской (1793—1874). Её первым супругом в 1810—1812 годах был кузен, инфант Педро Карлос Испанский и Португальский (1786—1812). В 1837 году она вторично вышла замуж за дона Карлоса Старшего (1788—1855), первого карлистского претендента на испанский престол. Единственным ребёнком Терезы и её первого мужа Педро Карлоса был инфант Себастьян Испанский и Португальский (1811—1875), родоначальник герцогов Марчена, Дуркаль, Ансола и Эрнани.
В 1821 году родился инфант Жуан Карлос (1821—1822), старший сын короля Португалии и императора Бразилии Педру I и Марии Леопольдины Австрийской. Но он скончался в следующем году, за несколько месяцев до отделения Бразилии. Следующий сын императора Педру I, Педру, родившийся в 1825 году, не получил португальского титула принца Бейра, а получил титул императорского принца Бразилии.
Согласно первой традиции, следующей владелицей титула должна была стать инфанта Мария да Глория (1819—1853), старшая дочь короля Педро IV. Она дважды носила титул королевы Португалии как Мария II (1826—1828, 1834—1853). Также она носила титулы герцогини Браганса (1822—1826), герцогини Порту (1833—1838), императорской принцессы Бразилии (1822—1825, 1831—1835).
На основе второй традиции, в 1887 году новым принцем Бейра стал инфант Луиш Филипе (1887—1908), старший сын и наследник короля Португалии Карлуша I и Амелии Орлеанской. В 1889 году он получил титулы герцога Браганса и королевского принца Португалии (1889—1908), сменив своего отца Карлуша, занявшего в 1889 году португальский престол.

## Список принцев и принцесс Бейра

### Старшие дочери правящего монарха
| Портрет | Имя            | Годы жизни                        | Годы титулования                 | Родители                                     |
| ------- | -------------- | --------------------------------- | -------------------------------- | -------------------------------------------- |
|         | Жуана          | 18 сентября 1635 — 17 ноября 1653 | 27 октября 1645 — 17 ноября 1653 | Жуан IV Луиза де Гусман                      |
|         | Екатерина      | 25 ноября 1638 — 31 декабря 1705  | 17 ноября 1653 — 23 апреля 1662  | Жуан IV Луиза де Гусман                      |
|         | Изабелла Луиза | 6 января 1669 — 22 октября 1690   | 6 января 1669 — 22 октября 1690  | Педру II Спокойный Мария-Франциска Савойская |
|         | Мария Барбара  | 4 декабря 1711 — 27 августа 1758  | 4 декабря 1711 — 17 декабря 1734 | Жуан V Мария Анна Австрийская                |

### Старшие дети (сыновья и дочери) правящего монарха
| Портрет | Имя                                   | Годы жизни                         | Годы титулатуры                                               | Родители                               |
| ------- | ------------------------------------- | ---------------------------------- | ------------------------------------------------------------- | -------------------------------------- |
|         | Мария Франсиска                       | 17 декабря 1734 — 20 мая 1816      | 17 декабря 1734 — 31 июля 1750                                | Жозе I Марианна Виктория Испанская     |
|         | Жуан Франсиско                        | 20 августа 1761 — 11 сентября 1788 | 20 августа 1761 — 24 февраля 1777                             | Мария I Педру III                      |
|         | Мария Тереза                          | 29 апреля 1793 — 21 марта 1795     | 29 апреля 1793 — 17 января 1795                               | Жуан VI Карлота Жоакина Испанская      |
|         | Франческо Антонио (порт.)             | 21 марта 1795 — 11 июня 1801       | 21 марта 1795 — 11 июня 1801                                  | Жуан VI Карлота Жоакина Испанская      |
|         | Педру де Алькантара                   | 12 октября 1798 — 24 сентября 1834 | 11 июня 1801 — 20 марта 1816                                  | Жуан VI Карлота Жоакина Испанская      |
|         | Мария да Глория                       | 4 апреля 1819 — 15 ноября 1853     | 4 апреля 1819 — 6 марта 1821 4 февраля 1822 — 12 октября 1822 | Педру IV Мария Леопольдина Австрийская |
|         | Miguel de Bragança, Príncipe da Beira | 26 апреля 1820                     | 26 апреля 1820                                                | Педру IV Мария Леопольдина Австрийская |
|         | João Carlos, Príncipe da Beira        | 6 марта 1821 — 4 февраля 1822      | 6 марта 1821 — 4 февраля 1822                                 | Педру IV Мария Леопольдина Австрийская |
|         | Луиш Филипе                           | 21 марта 1887 — 1 февраля 1908     | 21 марта 1887 — 19 октября 1889                               | Карлуш I Амелия Орлеанская             |

### Претенденты на португальский трон
| Портрет | Имя                   | Годы жизни            | Годы титулатуры               | Родители                    |
| ------- | --------------------- | --------------------- | ----------------------------- | --------------------------- |
|         | Дуарте Пиу            | 15 мая 1945 — н. в.   | 15 мая 1945 — 24 декабря 1976 | Дуарте Нуно Мария Франшиска |
|         | Афонсу де Санта Мария | 25 марта 1996 — н. в. | 25 марта 1996 — н. в.         | Дуарте Пиу Изабел де Эредия |